# Vítor Damas
Vítor Manuel Afonso Damas de Oliveira (* 8. Oktober 1947 in Lissabon; † 10. September 2003 ebenda) war ein portugiesischer Fußballspieler. Er war lange Torwart von Sporting Lissabon und der portugiesischen Nationalelf. Er war starker Raucher und starb 2003 mit 55 Jahren in einer Lissabonner Krebsklinik an Lungenkrebs.

## Karriere

### Verein
Schon mit 13 Jahren kam Vitor Damas zu Sporting; 1968 hatte er seinen ersten Einsatz in der Ersten Liga. 1975 wechselte er nach Spanien zu Racing Santander, für Racing stand er fünf Jahre im Tor. 1980 kam er nach Portugal zurück und spielte bis 1983 bei Vitória Guimarães und eine weitere Saison für Portimonense SC, ehe er 1984 zu seinem Heimatverein zurückkehrte. Bei Sporting beendete Damas seine aktive Laufbahn am 27. November 1988, sechs Wochen nachdem er 41 Jahre alt geworden war. Danach arbeitete er als Trainer und Torwarttrainer.

### Nationalmannschaft
Damas’ Karriere als Nationalspieler ging über 17 Jahre; sein erstes Spiel in der Seleção absolvierte er am 6. April 1969 gegen Mexiko. In den 17 Jahren wurde er 29 Mal in der portugiesischen Auswahl eingesetzt. Während der EM 1984 war er Ersatztorhüter, ebenso bei der WM 1986 in Mexiko. Dort kam er aber zu zwei Einsätzen, nachdem sich Stammkeeper Manuel Bento verletzt hatte. Sein letztes Spiel für Portugal bestritt er bei dieser WM am 11. Juni 1986 gegen Marokko (1:3).

## Erfolge
- Portugiesischer Meister (2): 1969/70, 1973/74
- Portugiesischer Pokalsieger (3): 1970/71, 1972/73, 1973/74